# Nová dcera
Nová dcera (v anglickém originále The New Daughter) je americký filmový horor z roku 2009 a režijní debut španělského scenáristy Luise Berdeja. V hlavních rolích se představili Kevin Costner, Ivana Baquero a Samantha Mathis. Film byl natočen podle stejnojmenné povídky Johna Connollyho a vypráví příběh spisovatele a jeho dvou dětí, kteří se setkají se zlovolnou entitou, když se přestěhují do domu na venkově v sousedství pohřební mohyly. 

## Děj
Nedávno rozvedený spisovatel John James se stěhuje do starého domu na venkově v Jižní Karolíně se svými dětmi, Louise a Samem. Dům je známý kvůli záhadnému zmizení Sarah Wayneové. První noc Louisa slyší zvláštní zvuky, netuší však, že po střeše se pohybuje humanoidní stvoření.
Děti objeví v lese velkou mohylu. Krátce nato John nalezne mrtvou kočku a v domě blátivé stopy vedoucí k zamčené koupelně, kde se Louisa ve sprše smývá z bahna a krve. Začne se chovat zvláštně – nosí tmavé šaty, v noci bloudí po domě a na stole se objeví podivná slaměná panenka se skleněnou koulí, ve které je pavouk.
John si začíná všímat dalších děsivých událostí – Louisa se vrací z lesa se zjizveným krkem, jí jako divoké zvíře a jeho syn se zraní po pádu v podkroví, kam ho Louisa nalákala. Při pátrání po informacích o mohylních pohřebištích John objeví zmizení Sarah Wayneové a zjistí, že její otec Roger spálil svůj dům i s dcerou uvnitř, protože už "nebyla jeho dcerou".
Zatímco John hledá Rogera, paní Amworthová, chůva dětí, zmizí během strašidelné noci. Policie začne vyšetřování, ale Johnovi se zdá sen o Louise, jak se mění v monstrum. Po kontaktování odborníka na mohyly profesora Whitea se dozvídá o kultu uctívajícím "mohylní chodce", kteří hledají dívky k rituálnímu plození nové generace. John se rozhodne mohylu zničit, ale při vykopávkách je nalezeno tělo chůvy, což ho dostane na policii.
Když se vrací domů, policejní auto je přepadeno stvořením, které zabije důstojníka Lowryho. John nachází dům zpustošený a Cassandra, jeho přítelkyně, umírá s podříznutým hrdlem. Při pohledu na Louisu vcházející do dveří si uvědomí, že není sama. Monstra zaútočí na dům, ale John se brání a tři zabije. Po boji Louisa zmizí a její výkřiky se ozývají z mohyly.
John se vydává dovnitř, kde ji nachází v bahně, ale při útěku si všimne její transformace. Zjistí, že už není člověk, a zapálí palivo u vchodu, čímž vyvolá explozi mohyly. Zdá se, že je po všem, ale když Sam vyjde ven, za ním se ze stínů vynoří další tvor.